# Siné
Siné, pseudonimo di Maurice Sinet (Parigi, 30 dicembre 1928 – Parigi, 5 maggio 2016), è stato un giornalista, disegnatore e fumettista francese.

## Biografia
Ha iniziato la propria fortunata carriera come vignettista a partire dagli anni cinquanta, pubblicato negli anni dai principali giornali francesi e vari esteri.
Le sue vignette sono state raccolte in album come Complaintes sans paroles, Portée de chat, Les Papes, CIA, quest'ultimo tradotto e pubblicato in Italia e Portogallo. Ha anche illustrato il testo ufficiale del Code Pénal.

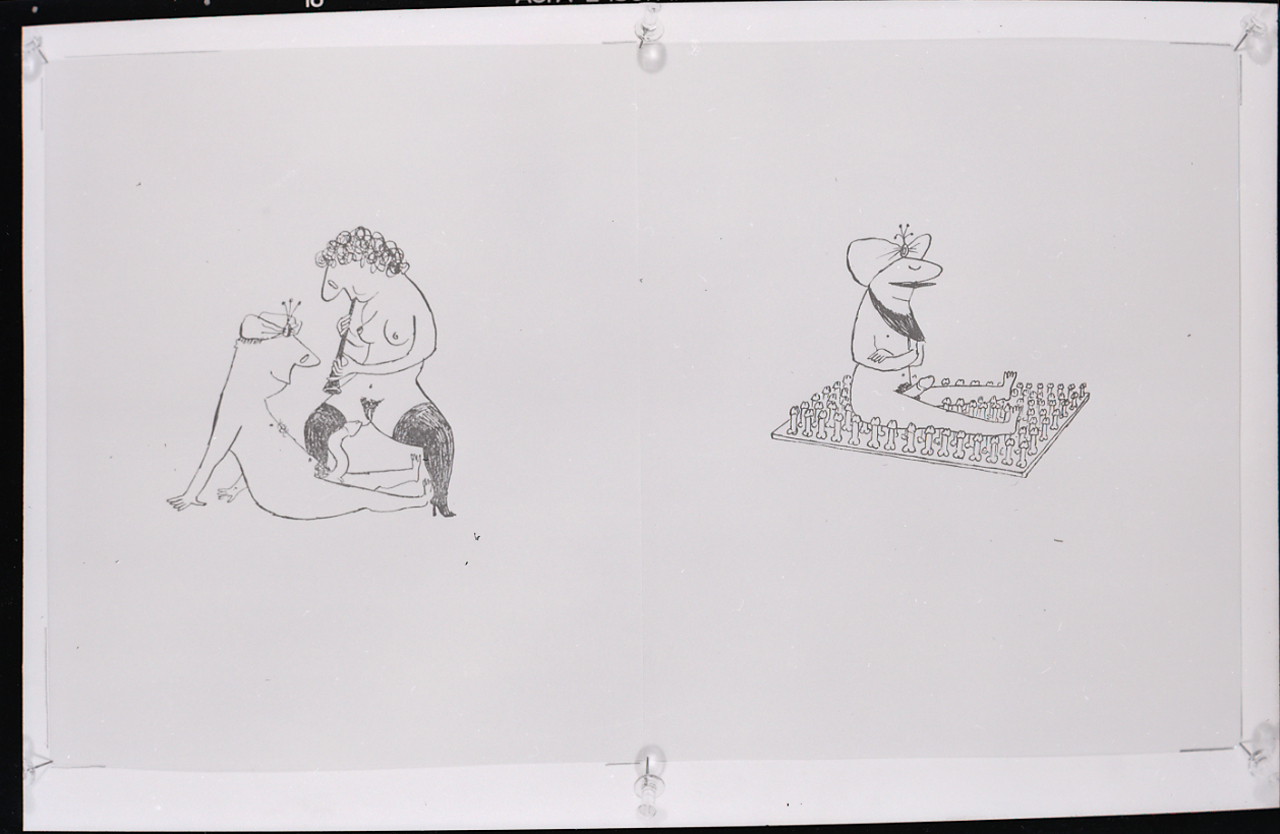
Disegno di Siné in una foto di Paolo Monti del 1960. Fondo Paolo Monti, BEIC

Nel luglio 2008, in seguito alla pubblicazione di una vignetta riguardante la presunta conversione all'Ebraismo di Jean Sarkozy, figlio del presidente francese Nicolas Sarkozy, Siné venne licenziato dalla redazione di Charlie Hebdo per anti-semitismo, scatenando un duro dibattito.
A fine agosto 2008 annuncia la nascita del suo giornale satirico, Siné Hebdo (che riprende il nome del suo ex settimanale). L'anno dopo la rivista è in edicola, pubblicata il mercoledì contemporaneamente a Charlie Hebdo. Nel 2010 il settimanale Siné Hebdo termina le pubblicazioni per lasciare il posto al mensile Siné Mensuel, meno legato all'attualità politica e più alla cultura e al costume.
Era noto per lo stile irriverente e provocatorio del suo humour, che ha suscitato critiche e polemiche. Tra i suoi soggetti preferiti la religione, la politica, il costume e la cultura.
È morto il 5 maggio 2016 all'età di 87 anni, di cancro. In Italia il giornalista Andrea Coccia ha ricordato Siné con queste parole: «(...) era uno dei più grandi satiri d’oltralpe, un maestro di ironia e libertà, che, anche da incatenato al letto d’ospedale e attaccato a un respiratore, è stato sempre un uomo libero. (...)  Qualche anno fa si è comprato il posto al cimitero, a Montmartre. Ci ha fatto costruire sopra una statua di bronzo: un cactus a forma di dito medio».

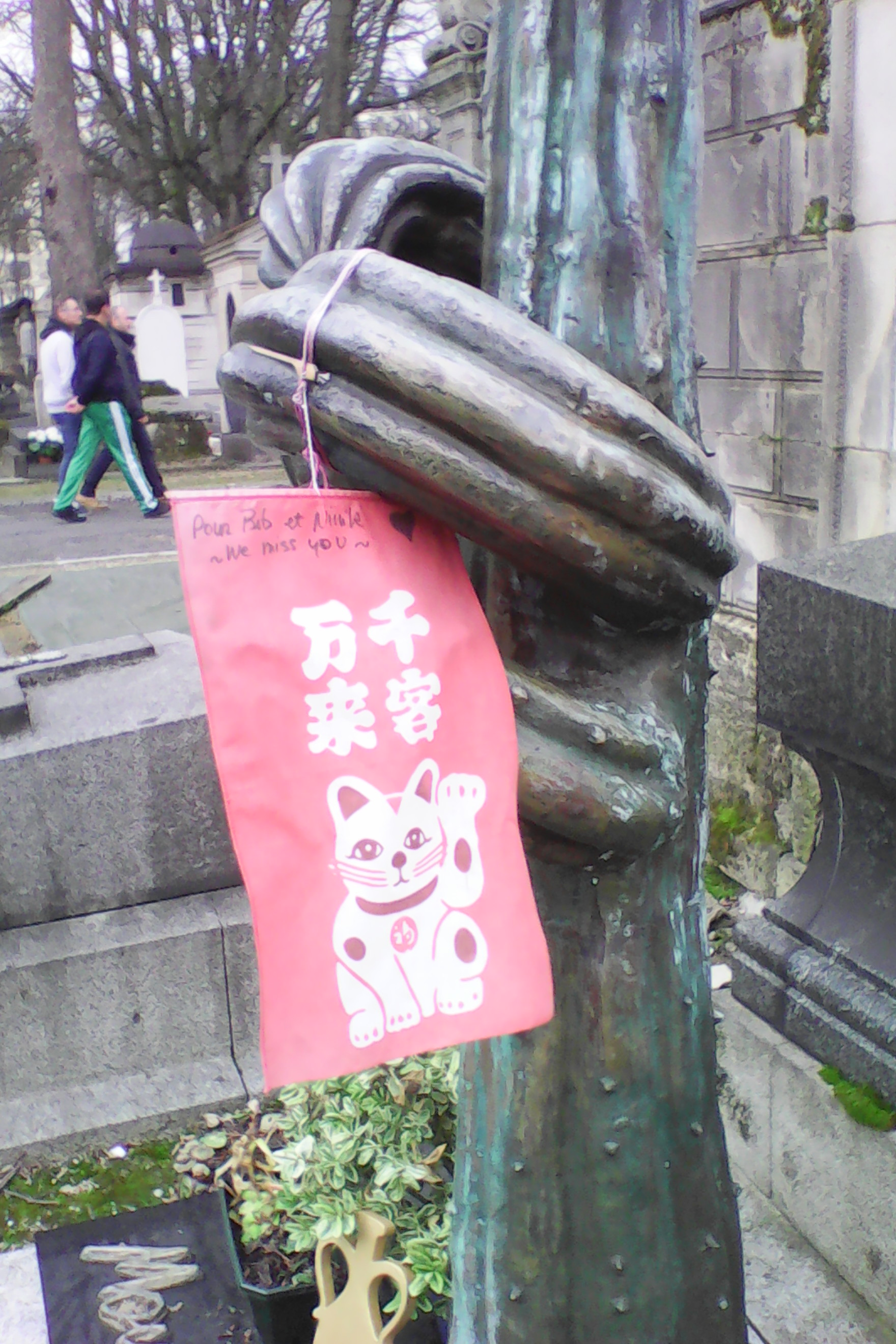
Dettaglio della tomba di Siné a Montmartre

Siné Mensuel dopo la morte del suo fondatore continua ad uscire nelle edicole francesi il primo mercoledì di ogni mese per le Éditions du Crayon trovandosi in coppia, quindi, col settimanale Charlie Hebdo che appare parimenti di mercoledì. La direttrice della pubblicazione è Catherine Weil Siné, la vedova del disegnatore.

## La Corsica e Parigi
La rottura con Charlie Hebdo, oltre che causata dalla vicenda Sarkozy, ha radici ancora più lontane. Il disegnatore aveva una casa in Corsica, a San Gavino di Tenda, dove durante le vacanze lavorava all'ombra degli ulivi con la vista sul golfo di Saint Florent, come sottolinea Nice matin dell'estate 1999 in un articolo corredato dal ritratto dell'artista impegnato a compilare su un diario di lavoro il secondo volume delle sue memorie dopo Attention j'arrive. Nel luglio nel 2001 il quotidiano  Corse-Matin, pubblica un'ampia intervista a Siné e tra le immagini a supporto del servizio giornalistico si trova un disegno eseguito all'istante dove il personaggio dal «segno grafico sottile» che identifica lo stile dell'artista francese ha un grande tatuaggio al centro del petto, l'isola corsa a mo' di cuore trafitta da una freccia. Tale sentimento appassionato per l'isola strideva con la posizione di Charlie Hebdo, ad esempio, nei confronti degli autonomisti corsi che vengono descritti da Philippe Val, allora direttore della rivista satirica, nel numero in edicola il 28 luglio 2000: «Un pugno di tipi, raggruppati in lobby violenta, stanno per prendere in ostaggio l'80% della popolazione».

## In Italia
Il settimanale ABC  il 19 giugno 1960 dedica un'intera pagina a Siné presentandolo in questo modo: «A un editore che gli aveva chiesto la sua autobiografia, Siné mandò il Facsimile di una fedina penale, con la sua foto di fronte e di profilo (...)» e annunciando l'inizio della collaborazione con il disegnatore francese.
Nel 1960 i disegni di Siné illustrano il libro di Dino Buzzati Egregio signore, siamo spiacenti di…. Il volume contiene anche un'appendice di suoi disegni.
Nel 1964 Il trimestrale di Bernardino Zapponi, Il Delatore n.4, La Morte, ha in copertina un disegno di Siné. Nello stesso numero troviamo disegni di Roland Topor e Saul Steinberg insieme ad altri di disegnatori italiani come Alberto Martini, Luciano Francesconi.

## Rassegne
Dall'8 marzo al 14 agosto 2025 a Saint-Just-le-Martel il Centre International de la Caricature, du Dessin de Presse et d’Humour dedica uno spazio di oltre 600 metri quadrati ad una esposizione del disegnatore dove viene ripercorsa la sua attività e la sua storia fin dagli anni della formazione alla scuola d'arte di Parigi, l'École Estienne. In risalto i cinque giornali da lui creati, Siné Massacre, L’Enragé, Mords-y l’oeil, Siné Hedbo e Siné Mensuel, nonché aspetti meno conosciuti del suo lavoro quali la grafica, l'impaginazione e i manifesti per il teatro, il cinema, la pubblicità.

## Opere
- Complainte sans paroles, Paris,  Jean-Jacques Pauvert, 1955. Prefazione di Marcel Aymé
- Portée de chats, Paris, Jean-Jacques Pauvert, 1957
- Les proverbes de Siné, Paris, Jean-Jacques Pauvert, 1958
- Paporama, Tout ça n'est rien quand on a la santité, Paris,  Jean-Jacques Pauvert 1959
- Code pénal, Paris, Gonon Éditeur, 1959
- Haut-Le-Coeur!, Paris, Jean-Jacques Pauvert, 1965
- CIA, Roma, Samonà e Savelli, 1969
- Ma vie, mon oeuvre, mon cul!, Tome 1, Attention j'arrive , Tournai, Casterman, 2002, EAN : 9782203340275
- Les chats de Siné, Paris, Le Cherche Midi, 2012, prefazione di Umberto Eco